# Calakmul
Calakmul (também Kalakmul e outras variantes menos frequentes) é um sítio arqueológico maia situado no estado mexicano de Campeche, nas profundezas das selvas da região da bacia de Petén. Encontra-se a 35 km da fronteira com a Guatemala. Calakmul é uma das maiores e mais poderosas cidades antigas alguma vez descobertas nas terras baixas maias. Calakmul é um nome moderno; na antiguidade o núcleo da cidade era conhecido como Ox Te' Tuun.
Calakmul foi uma grande potência maia da região do Iucatã no norte da região de Petén. Calakmul administrava um grande domínio marcado pela ampla distribuição do seu glifo-emblema com o sinal da cabeça de serpente, lido "Kaan". Calakmul era a sede do chamado Reino da Serpente. Este Reino da Serpente manteve-se durante a maior parte do Período Clássico. Estima-se que Calakmul propriamente dita tivesse uma população de 50 000 pessoas e detinha o governo de locais até 150 km de distância. Existem 6 750 estruturas antigas identificadas em Calakmul, sendo a maior delas a grande pirâmide. A Estrutura 2 tem mais de 45 m de altura, o que faz dela uma das mais altas pirâmides maias. No interior da pirâmide foram encontrados quatro túmulos. Como muitos outros templos ou pirâmides da Mesoamérica a pirâmide de Calakmul viu o seu tamanho aumentar por meio de fases de construção sucessivas sobre templos anteriores até atingir o seu tamanho actual. A área central com arquitectura monumental cobre uma área de aproximadamente 2 km² e na sua totalidade o sítio, consistindo sobretudo de uma rede densa de estruturas residenciais, abrange cerca de 20 km².
Durante o Período Clássico, Calakmul manteve uma intensa rivalidade com a grande cidade de Tikal situada mais a sul, e as manobras políticas destas duas cidades têm sido comparadas a uma luta entre duas super-potências maias.
Redescoberta desde o ar pelo biólogo Cyrus L. Lundell da Mexican Exploitation Chicle Company em 29 de dezembro de 1931, o achado foi relatado a Sylvanus G. Morley do Carnegie Institute em Chichén Itzá em março de 1932. Segundo Lundell, que batizou o sítio, "Na língua maia, 'ca' significa 'dois', 'lak' significa 'adjacente', e 'mul' refere-se a qualquer monte artificial ou pirâmide, portanto 'Calakmul' é a 'Cidade das Duas Pirâmides Adjacentes'."

## Localização
Calakmul situa-se no estado de Campeche no sudeste do México, cerca de 35 km a norte da fronteira com a Guatemala e 38 km a norte das ruínas de El Mirador. As ruínas de El Tintal encontram-se 68 km para sudoeste de Calakmul e estavam ligadas tanto a El Mirador como à própria Calakmul por uma calçada elevada. Calakmul situava-se 20 km a sul da contemporânea cidade de Oxpemul a aproximadamente 25 km para sudoeste de La Muñeca. A cidade situa-se numa elevação 35 m acima de um grande pântano sazonal que se estende para oeste, conhecido como o bajo El Laberinto (bajo é uma palavra espanhola usada na região para designar uma zona baixa de pântano sazonalmente alagadiça). Este pântano mede aproximadamente 34 por 8 km e era uma importante fonte de água durante a estação das chuvas. O bajo encontrava-se ligado a um sofisticado sistema de controlo hidráulico incluindo tanto estruturas naturais como artificiais como ravinas e canais que circundavam uma área de 22 km² em volta do núcleo do sítio, designada como Calakmul Interior. A localização de Calakmul na orla de um bajo fornecia duas vantagens adicionais: os solos férteis na bordadura do pântano e acesso a abundantes nódulos de sílex. A cidade situa-se sobre um promontório formado por um domo natural de calcário como 35 m de altura que se eleva sobre as terras baixas circundantes. Este domo foi artificialmente nivelado pelos maias. Durante os períodos Pré-Clássico e Clássico os assentamentos concentraram-se ao longo da orla do bajo El Laberinto, e durante o período Clássico foram também construídas estruturas em terreno mais elevado e em pequenas ilhas no pântano onde era extraído o sílex.
No início do século XXI a área em redor de Calakmul permanecia coberta por densa floresta. Durante o 1º milénio d.C. a área recebia precipitação moderada a regular, embora existisse menos água superficial disponível do que mais a sul na Guatemala. Calakumul encontra-se presentemente no interior da Reserva da Biosfera de Calakmul a qual cobre 7 300 km².

## População e extensão
No seu auge no Período Clássico tardio, estima-se que a cidade teria uma população de 50 000 habitantes e cobriria uma área de 70 km². A cidade era a capital de um grande estado regional abrangendo uma área de 1 300 km². Durante o Período Clássico Terminal a população da cidade diminui dramaticamente e a população rural diminuiu até atingir apenas 10% do seu máximo.
A densidade populacional de Calakmul no Período Clássico Tardio seria de 1000/km² no núcleo do sítio e 420/km² na periferia (uma área de 122 km²). Calakmul era uma verdadeira cidade urbana e não apenas um centro de elite rodeado por residências de gente comum. O núcleo do sítio de Calakmul era conhecido nos tempos antigos como Ox Te' Tuun ("Lugar das Três Pedras") o que poderia dever-se à pirâmide triádica (Estrutura 2).

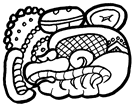
O glifo emblema de Calakmul

O Reino de Calakmul incluía 20 centros secundários, entre os quais as grandes cidades de La Muñeca, Naachtun, Sasilhá, Oxpemul e Uxul. Estima-se que a população total destes centros secundários totalizasse 200 000. O reino incluía também um grande número de sítios terciários e quaternários, a maioria dos quais bastante pequenos e consistindo de vários grupos dispostos em redor de pátios, embora existam também sítios rurais maiores situados em cristas ao longo das orlas dos bajos os quais incluem templos, palácios e estelas. Calcula-se que a população rural total do reino fosse 1,5 milhões de pessoas. A população total do reino de Calakmul, incluindo a própria cidade e a população rural na área de 1 300 km² do estado regional foi estimada em 1,75 milhões de pessoas no Período Clássico Tardio.
O glifo-emblema de Calakmul apresenta uma distribuição maior do que a do glifo-emblema de qualquer outra cidade maia. Este glifo é também encontrado em mais textos hieroglíficos que qualquer outro glifo-emblema, incluindo o de Tikal.

## Governantes conhecidos

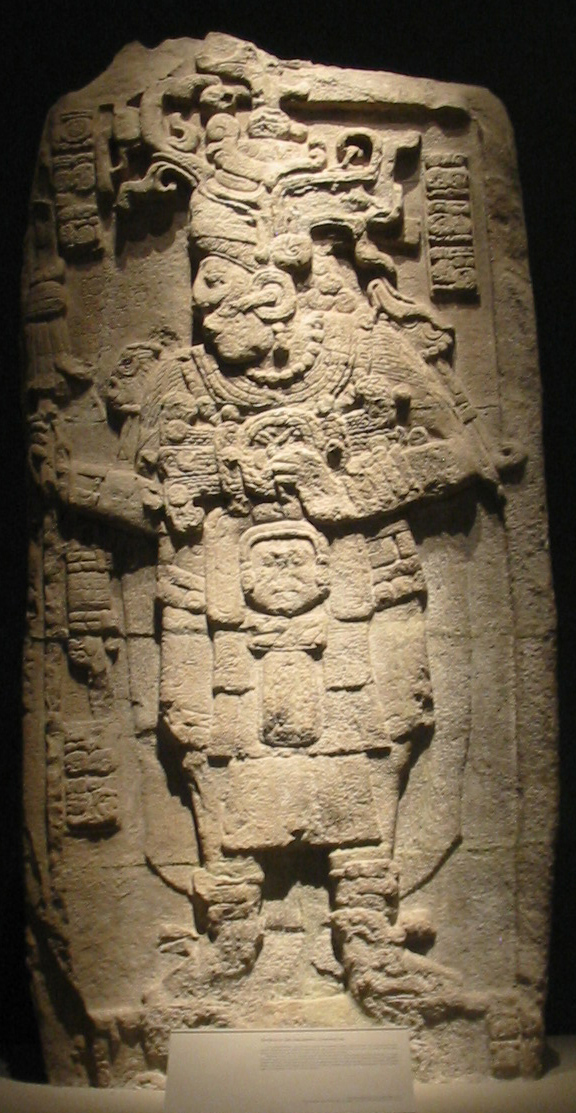
A estela 51, datada de 731, representa Yuknoom Took' K'awiil.

Os reis de Calakmul eram conhecidos como k'uhul kan ajawob ("Senhores Divinos do Reino da Serpente"). Esta lista não é contínua, pois o registo arqueológico é incompleto. Todas as datas d.C.
| Nome (ou alcunha)       | Governou     | Nomes Alternativos                  |
| ----------------------- | ------------ | ----------------------------------- |
| Yuknoom Ch'een I        | ?            | –                                   |
| Tuun K'ab' Hix          | -520-546+    | Cu Ix, Ku Ix                        |
| Testemunha do Céu       | -561-572+    | –                                   |
| Yax Yopaat              | 572-579      | Primeiro Lançador de Machado        |
| Rolo Serpente           | 579-611+     | –                                   |
| Yuknoom Ti' Chan        | –619+        | Chan                                |
| Tajoom Uk'ab K'ahk'     | 622-630      | Ta Batz'                            |
| Yuknoom Cabeça          | 630-636      | Cauac Cabeça                        |
| Yuknoom Ch'een II       | 636–686      | Yuknom Ch'en, Yuknoom o Grande      |
| Yuknoom Yich'aak K'ahk' | 686–c. 695   | Pata de Jaguar Fumo, Pata de Jaguar |
| Terra Partida           | c. 695+      | –                                   |
| Yuknoom Took' K'awiil   | -702–731+    | Rei 5, Rei 6, Rei 7                 |
| Wamaw K'awiil           | c. 736       | –                                   |
| Rei Y                   | c. 741       | Rei 8, B'olon K'awiil I             |
| Grande Serpente         | c. 751       | Rei 8, Rei Z                        |
| B'olon K'awiil          | -771-c. 789+ | Rei 9, B'olon K'awiil II            |
| Chan Pet                | c. 849       | –                                   |
| Aj Took'                | c. 909       | –                                   |

## História
Calakmul tem uma longa história de ocupação e as escavações revelaram evidências desde o Pré-Clássico Médio até ao Pós-Clássico. A rede de acessos que ligava Calakmul às cidades de El Mirador, Nakbe e El Tintal sugere fortes ligações políticas entre as quatro cidades as quais poderão ter tido início durante o Pré-Clássico, quando tanto Calakmul como El Mirador eram cidades importantes, e continuado até ao período Clássico quando Calakmul era a cidade mais importantes da região. Calakmul é uma das maiores e mais poderosas antigas cidades maias alguma vez descoberta nas terras baixas maias.

### Calakmul vs. Tikal

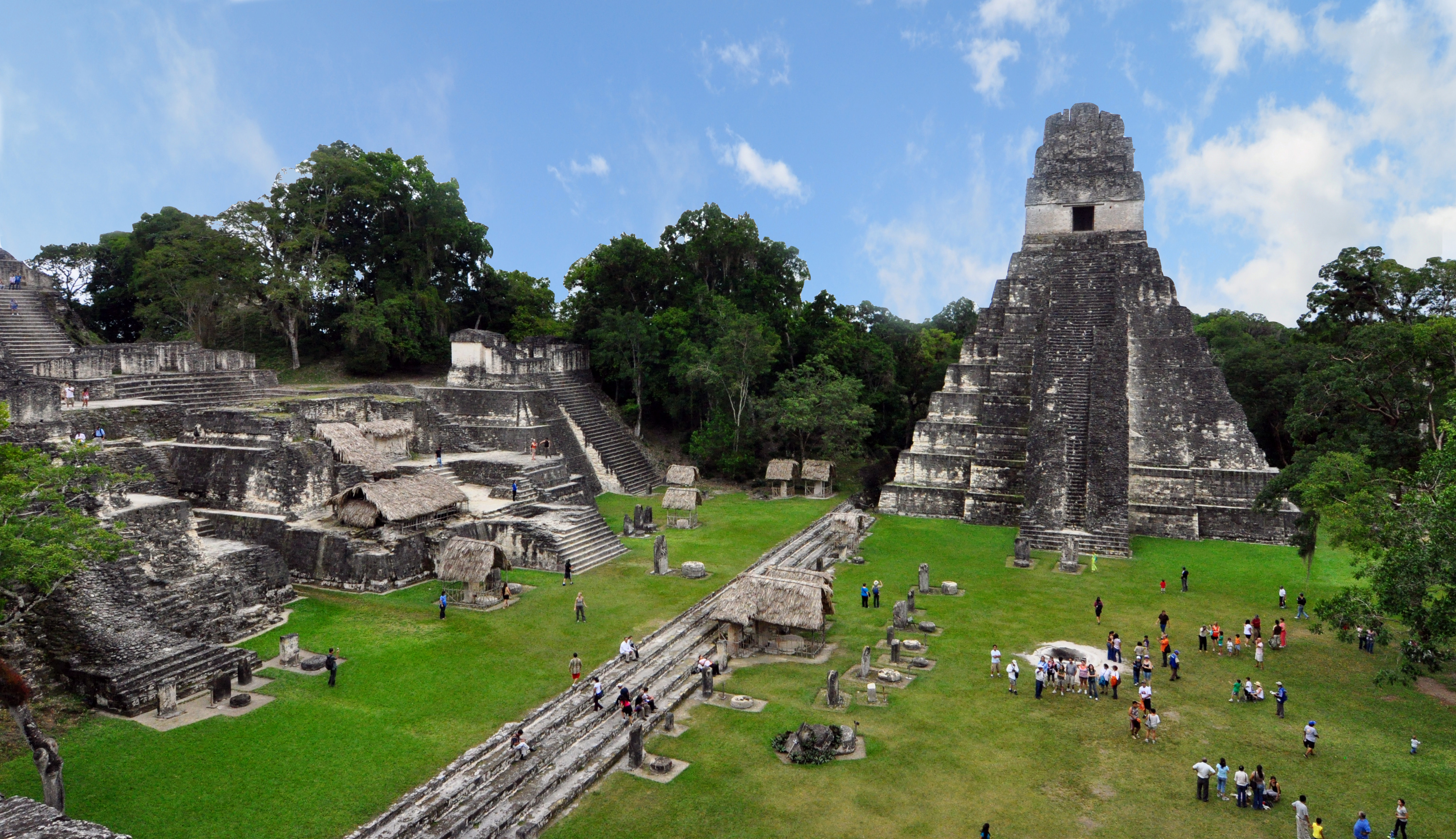
A história da civilização maia clássica foi dominada pela rivalidade entre as redes de alianças rivais de Calakmul e Tikal (na imagem)

A história do período Clássico maia é dominada pela rivalidade entre Tikal e Calakmul, descrita como uma luta entre duas "super-potências" maias. Períodos anteriores tenderam a ser dominados por uma única grande cidade e por altura do Clássico Inicial Tikal encontrava-se a caminho de assumir esta posição após o domínio de El Mirador no Pré-Clássico Tardio e Nakbe no Pré-Clássico Médio. Porém, Calakmul era uma cidade rival com recursos equivalentes que desafiou a supremacia de Tikal e seguiu a estratégia de rodear Tikal com a sua própria rede de aliados. Entre a segunda metade do século VI e até final do século VII, Calakmul ganhou vantagem embora não tenha conseguido extinguir por completo o poder de Tikal e esta conseguiu inverter a situação face a Calakmul numa batalha decisiva ocorrida em 695. Meio século mais tarde Tikal conseguiu derrotar os aliados mais importantes de Calakmul. Eventualmente, ambas as cidades sucumbiram ao colapso maia.
A grande rivalidade entre estas duas cidades pode ter tido origem na competição por recursos. As suas histórias dinásticas revelam origens diferentes e a competição intensa entre as duas potências pode ter tido raiz ideológica. A dinastia de Calakmul parece derivar da grande cidade Pré-Clássica de El Mirador enquanto a dinastia de Tikal foi profundamente afectada pela intervenção da distante metrópole do México central, Teotihuacan. Salvo poucas excepções, os monumentos de Tikal e dos seus aliados enfatizam os reis do sexo masculino enquanto os monumentos de Calakmul e seus aliados davam maior proeminência à linha feminina e frequentemente ao governo conjunto de rei e rainha.

### Pré-Clássico
Calakmul já era uma grande cidade no período Pré-Clássico. A história inicial de Calakmul é obscura, embora tenha sido possível estabelecer uma lista dinástica que se estende até ao passado ancestral. Esta dinastia foi parcialmente reconstruída a partir de cerâmica do Clássico Tardio da região das grandes cidades pré-clássicas de El Mirador e Nakbe. Tal poderá indicar que, em última análise, Calakmul herdou a sua autoridade política de uma destas cidades, situando-se a origem da sua dinastia na bacia Mirador do período Pré-Clássico Tardio mudando-se para Calakmul durante o período Clássico após o colapso daquelas cidades.

### Clássico Inicial

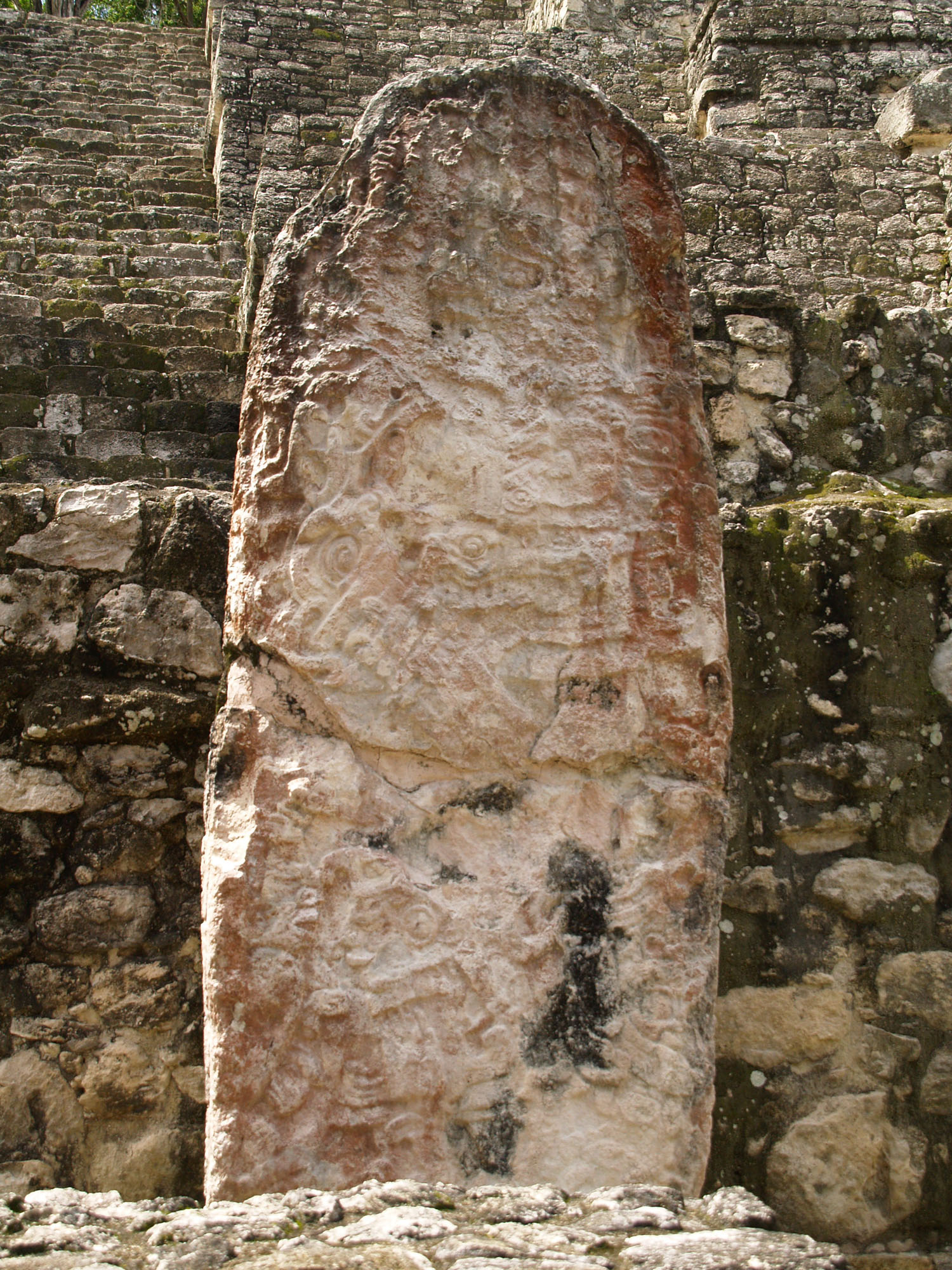
A estela 43 data de 514, no período Clássico Inicial.

Tanto Calakmul como Tikal eram cidades de tamanho considerável do Pré-Clássico que sobreviveram até ao período Clássico. Textos hieroglíficos antigos nas estelas encontradas na Estrutura 2 registam a provável entronização do rei de Calakmul em 411 e registam também um governante não-real em 514. Após estes registos existe um hiato nos registos hieroglíficos que se estende por um século, embora a dinastia Kaan tenha experimentado uma grande expansão do seu poder durante este período. A falta de inscrições registando eventos deste período pode dever-se ao facto de a dinastia Kaan se encontrar sediada noutro local durante este tempo ou à destruição posterior dos templos.
Os mais antigos textos legíveis que se referem aos reis da dinastia Kaan provêem de escavações na grande cidade de Dzibanche em Quintana Roo, bastante a norte de Calakmul. Uma escadaria hieroglífica exibe cativos amarrados, os seus nomes e as datas em que foram capturados juntamente com o nome do rei Yuknoom Che'en I, embora o conteúdo do nome do rei não seja claro - os cativos podem ter sido vassalos seus capturados por um inimigo ou podem ter sido governantes capturados pelo rei de Calakmul. As datas são incertas mas duas delas pertencem ao século V. O sítio vizinho de El Resbalón em Quintana Roo tem um texto hieroglífico confuso, incluindo uma data em 529, o qual indica que a cidade estava sob controlo da dinastia Kaan.
Em meados do século VI Calakmul forjava uma grande aliança política, o que levou a cidade a entrar em conflito com a grande cidade de Tikal. A influência de Calakmul estendia-se profundamente pela bacia de Petén; o rei Tuun K'ab' Hix de Calakmul assistiu à entronização de Aj Wosal como governante de El Naranjo em 546. Outro vassalo de Tuun K'ab' Hix foi feito prisioneiro por Yaxchilan nas margens do rio Usumacinta em 537. A esposa de Tuun K'ab' Hix era Ix Ek' Naah.[carece de fontes?]
Em 561, o rei hoje conhecido como Testemunha do Céu instalou um governante no sítio de Los Alacranes. Testemunha do Céu teve um papel principal nos acontecimentos políticos da região maia. Tornou-se senhor da cidade de El Caracol, a sul de El Naranjo, a qual havia previamente sido vassala de Tikal. Em 562, segundo um texto danificado encontrado em El Caracol, Testemunha do Céu derrotou Tikal e sacrificou o seu rei Wak Chan K'awiil, pondo assim fim ao seu ramo da dinastia real em Tikal. Esta derrota catastrófica deu início a um hiato de 130 anos para Tikal, reflectindo um período alargado de domínio de Calakmul. Este acontecimento é usado como marcador para dividir o Clássico Inicial do Clássico Tardio. Testemunha do Céu é também mencionado em Okop, um sítio localizado mais para norte em Quintana Roo. A última referência a Testemunha do Céu ocorre em El Caracol e data de 572. O texto está danificado mas provavelmente documenta a morte deste rei poderoso.

### Clássico Tardio

#### Guerra com Palenque
Testemunha do Céu foi rapidamente sucedido por Primeiro Lançador de Machado, o qual é mencionado num texto de Dzibanche sobre o fim do katun em 573. Primeiro Lançador de Machado governou durante cerca de seis anos. Em 579 Uneh Chan tornou-se rei de Calakmul. Uneh Chan envolveu-se numa campanha agressiva no ocidente da região maia e atacou Palenque em 23 de abril de 539 junto com o seu aliado Lakam Chak, senhor da pequena cidade de Santa Elena, situada 70 km a leste de Palenque, derrotando a rainha de Palenque Yohl Ik'nal e saqueando a cidade. A derrota está registada numa série de degraus hieroglíficos na própria Palenque e este acontecimento deu início a um prolongado ressentimento contra Calakmul. Yohl Ik'nal sobreviveu à batalha e governou por mais alguns anos, embora provavelmente pagasse tributo a Calakmul.
Uneh Chan manteve as suas aliança com as cidades do leste e aparece na Estela 4 de El Caracol presidindo a um evento envolvendo o rei Yajaw Te' K'inich daquela cidade que terá ocorrido antes de 583. Calakmul voltou a saquear Palenque em 7 de abril de 611 sob a direcção pessoal de Uneh Chan. Palenque era agora governada pelo rei Ajen Yohl Mat o qual havia conseguido obter alguma independência de Calakmul, provocando a nova invasão. Entre as consequências imediatas desta segunda vitória sobre Palenque encontram-se as mortes dos dois nobres mais importantes da cidade, o próprio Ajen Yohl Mat e Janab Pakal, um membro importante da família real e possivelmente co-governante. Janab Pakal morreu em março de 612 e Ajen Yohl Mat alguns meses mais tarde. O facto de estas mortes terem ocorrido tão pouco tempo depois do saque da cidade, sugere que o seu desaparecimento esteve directamente relacionado com o triunfo de Calakmul. Palenque entrou num declínio prolongado após esta data antes de conseguir recuperar desta guerra desastrosa com Calakmul. Uneh Chan pode ter usado as guerras contra Palenque como forma de assumir o controlo das ricas rotas comerciais que atravessavam o ocidente da região maia.

#### Rebelião em El Naranjo
O rei Yuknoom Chan de Calakmul presidiu a um evento em El Caracol em 619. A Estela 22 de El Caracol regista a subida de Tajoom Uk'ab' K'ak' ao trono de Calakmul em 622. Foram levantadas duas estelas em Calakmul em 623 mas os seus textos estão demasiado danificados não se conseguindo ler o nome do casal real envolvido. Aproximadamente por esta altura El Naranjo, vassala de Calakmul, desligou-se desta quando o seu rei Aj Wosal morreu pouco tempo depois da morte de Uneh Chan de Calakmul. El Naranjo era independente de Calakmul pelo menos em 626, quando foi derrotada duas vezes por El Caracol e Yuknoom Chan poderia estar a tentar colocar El Naranjo de novo sob o controlo de Calakmul. Os seus esforços terminariam com a sua morte em 630. Em 631 Yuknoom Cabeça, o novo rei de Calakmul, conseguiu finalmente recolocar El Naranjo sob controlo de Calakmul. Textos relatam que o rei de El Naranjo estava já cativo em Calakmul no dia em que a sua cidade foi tomada e a sua punição nesse mesmo dia é descrita pela palavra k'uxaj que significa ou "torturado" ou "comido". Yuknoom Cabeça conquistou outra cidade em março de 636, embora se desconheça exactamente qual.

#### Apogeu
Calakmul obteve os seus maiores feitos durante o reinado de Yuknoom Che'en II, por vezes chamado Yuknoom o Grande pelos estudiosos. Yuknoom Che'en II tinha 36 anos de idade quando subiu ao trono de Calakmul em 636. Com o início do seu reinado começou um aumento significativo na produção de estelas na cidade tendo o próprio rei comissionado 18 delas. Yuknoom Che'en II foi provavelmente responsável pela construção dos conjuntos palacianos que formam grande parte do núcleo do sítio.

##### Calakmul e Dos Pilas
Em 629 Tikal havia fundado Dos Pilas na região de Petexbatún, uns 100 km para sudoeste, como um posto militar avançado de forma a controlar o comércio ao longo do curso do rio Pasión. B'alaj Chan K'awiil foi colocado no trono do novo posto avançado com a idade de quatro anos, em 635, e por muitos anos serviu como vassalo leal lutando pelo seu irmão, o rei de Tikal. Em 648 Calakmul atacou Dos Pilas obtendo uma vitória esmagadora, a qual incluiu a morte de um dos senhores de Tikal. B'alaj Chan K'awiil foi capturado por Yuknoom Che'en II mas, em lugar de ser sacrificado, foi recolocado no seu trono como vassalo do rei de Calakmul, atacando Tikal em 657, forçando Nuun Ujol Chaak, então rei de Tikal a abandonar temporariamente a cidade. Os dois primeiros senhores de Dos Pilas continuaram a usar o glifo-emblema Mutal de Tikal, e provavelmente sentiam ter direito ao trono de Tikal. Por alguma razão, B'alaj Chan K'awiil não subiu ao trono de Tikal; em vez disso permaneceu em Dos Pilas. Tikal contra-atacou Dos Pilas em 672, forçando B'alaj Chan K'awiil a um exílio de pelo menos cinco anos. Calakmul tentou cercar Tikal numa área dominada pelos seus aliados, como El Perú, Dos Pilas e El Caracol. Em 677 Calakmul contra-atacou contra Dos Pilas, expulsando Tikal e reinstalou B'alaj Chan K'awiil no seu trono. Em 679 Dos Pilas, provavelmente com o auxílio de Calakmul, obteve uma importante vitória sobre Tikal, existindo uma descrição hieroglífica da batalha que descreve poças de sangue e pilhas de cabeças.
Os problemas continuaram no leste, como um renovado conflito entre El Naranjo e El Caracol. El Naranjo derrotou totalmente El Caracol em 680 mas a dinastia de El Caracol desapareceu passados menos de dois anos e uma filha de B'alaj Chan K'awiil fundou ali uma nova dinastia em 682, indicando que provavelmente Calakmul interviera de forma decisiva para colocar um vassalo leal no trono. A influência de Yuknoom Che'en II como grande senhor encontra-se registada em várias cidades importantes, incluindo El Perú onde supervisionou a instalação de K'inich B'alam como rei e reforçou a aliança com o casamento de uma princesa de Calakmul com aquele rei. O poder de Calakmul estendia-se até à margem norte do lago Petén Itzá, onde existem registos de Motul de San José ser sua vassala no século VII, embora tradicionalmente alinhasse com Tikal. Yuknoom Che'en II conseguiu a lealdade de três gerações de reis em Cancuen, 245 km a sul e supervisionou a entronização de pelo menos dois deles, em 656 e 677. O rei Yuknoom Che'en II esteve envolvido, directa ou indirectamente, na coroação de um rei em Moral no ocidente de Tabasco e um nos nobres de Yuknoom supervisionou um ritual en Piedras Negras na margem guatemalteca do rio Usumacinta. Yuknoom Che'en II morreu com mais de oitenta anos de idade, provavelmente no início de 686. À data da sua morte, Calakmul era a mais poderosa das cidades das terras baixas maias.
Yuknoom Yich'aak K'ak' sucedeu a Yuknoom Che'en II, e a sua coroação em 3 de abril de 686 encontra-se registada em monumentos de Dos Pilas e El Perú. Nasceu em 649 e seria filho do seu predecessor. Já ocupava uma posição importante no governo antes de ser nomeado rei e poderá ter sido o responsável pelos maiores sucessos da parte final do reinado de Yuknoom Che'en II. Conseguiu manter a lealdade de K'inich B'alam de El Perú e de B'alaj Chan K'awiil de Dos Pilas e ganhou a de K'ak' Tiliw Chan Chaak em 693, quando este ascendeu ao trono de El Naranjo aos cinco anos de idade. Contudo, os textos em monumentos esculpidos não revelam totalmente a complexidade da actividade diplomática, conforme revelado num vaso de cerâmica pintada de Tikal, que mostra um embaixador do rei de Calakmul ajoelhado em frente ao rei de Tikal e entregando tributo. Apenas quatro anos mais tarde, em agosto de 695, os dois estados encontravam-se de novo em guerra. Yuknoom Yich'aak K'ak' comandou os seus guerreiros contra Jasaw Chan K'awiil I numa batalha catastrófica que resultou na derrota de Calakmul e na captura da imagem de uma deidade de Calakmul chamada Yajaw Maan. Desconhece-se o que aconteceu a Yuknoom Yich'aak K'ak'; uma escultura de estuque de Tikal representa um cativo e o rei é mencionado na legenda que a acompanha mas não existe certeza sobre se o cativo e o rei são a mesma pessoa. Este acontecimento marcou o final do apogeu de Calakmul, a actividade diplomática diminuiu e menos cidades reconheciam o rei de Calakmul como soberano. Não existem estelas no núcleo do sítio que recordem Yuknoom Yich'aal K'ak, embora existam algumas no Grupo Nordeste e duas estelas quebradas enterradas na Estrutura 2.

#### Reis posteriores
Seguiu-se o reinado de Terra Partida, o qual aparece mencionada num par de ossos talhados encontrados no túmulo de Jasaw Chan K'awiil I, rei de Tikal. Reinava já em novembro de 695 mas não se sabe se era um membro legítimo da dinastia de Calakmul ou se era um pretendente colocado no trono por Tikal.
O rei conhecido que se lhe segue usava várias variantes do nome, e é referido por diferentes segmentos de nome dentro e fora de Calakmul. Uma leitura parcial do seu nome é Yuknoom Took' K'awiil. Ergueu sete estelas para celebrar um acontecimento calendárico em 702 e é referido em Dos Pilas nesse mesmo ano, presumivelmente indicando que Dos Pilas permanecia vassala de Calakmul. El Perú continuava a prestar vassalagem e Yuknoom Took' K'awiil instalou ali um novo rei em data desconhecida. La Corona recebeu uma rainha de Yuknoom Took'. El Naranjo permaneceu tambeém leal. Yuknoom Took' K'awiil ordenou a construção de sete outras estelas para comemorar o final de katun de 731. Uma nova derrota frente a Tikal é evidenciada por um altar esculpido naquela cidade, datando provavelmente de algum momento entre 733 e 736, representando um senhor de Calakmul amarrado e que possivelmente se refere a Yuknoom Took' K'awiil.

##### Calakmul e Quiriguá
Depois disto o registo histórico de Calakmul torna-se muito vago, devido ao mau estado dos monumentos fortemente erodidos na própria cidade e também à redução da sua presença política no mundo maia. Wamaw K'awiil é referido em Quiriguá na periferia sul da Mesoamérica. Tradicionalmente, Quiriguá era vassala do seu vizinho a sul, Copán, e em 724 Uaxaclajuun Ub'aah K'awiil, rei de Copán, instalou K'ak' Tiliw Chan Yopaat no trono de Quiriguá como seu vassalo. Chegado 734 K'ak' Tiliw Chan Yopaat havia já mostrado que não era mais um subordinado obediente de Copán ao começar a auto-denominar-se k'ul ahaw, senhor sagrado, em lugar de usar o termo menor ahaw, senhor subordinado; ao mesmo tempo começou a usar o seu próprio glifo-emblema de Quiriguá. Este acto local de rebelião parece ter feito parte da luta política mais ampla entre Tikal e Calakmul. Em 736, apenas dois anos mais tarde, K'ak' Tiliw Chan Yopaat recebeu a visita de Wamaw K'awiil de Calakmul, enquanto Copán era um dos aliados mais antigos de Tikal. O momento desta visita do rei de Calakmul é bastante significativo, ocorrendo entre a subida de K'ak' Tiliw Chan Yopaat ao trono de Quiriguá como vassalo de Copán e a clara rebelião que se lhe seguiria. Tal sugere que Calakmul patrocinou a rebelião de Quiriguá com o objectivo de enfraquecer Tikal e conseguir acesso à rica rota comercial do Vale do Motagua. É provável que o contacto com Calakmul tenha sido iniciado pouco depois da subida de K'ak' Tiliw Chan Yopaat ao trono. Em 738 K'ak' Tiliw Chan Yopaat capturou o poderoso mas idoso rei de Copán, Uaxaclajuun Ub'aah K'awiil. Uma inscrição em Quiriguá, embora de difícil interpretação, sugere que a captura teve lugar em 27 de abril de 738, quando Quiriguá confiscou e queimou as imagens de madeira das deidades padroeiras de Copán. O rei capturado foi levado para Quiriguá e em 3 de maio de 738 foi decapitado num ritual público.
Durante o Clássico Tardio, uma aliança com Calakmul era frequentemente associada à promessa de apoio militar. O facto de Copán, uma cidade muito mais poderosa que Quiriguá, não ter conseguido retaliar contra o seu antigo vassalo implica que temia a intervenção militar de Calakmul. A própria Calakmul estava tão distante de Quiriguá que K'ak' Tiliw Chan Yopaat não temia cair sob o seu domínio directo como um estado vassalo, embora seja provável que Calakmul enviasse guerreiros para auxiliar na derrota de Copán. Pelo contrário, esta aliança parece ter sido mutuamente vantajosa: Calakmul conseguiu enfraquecer um poderoso aliado de Tikal enquanto Quiriguá ganhou a sua independência.

#### Colapso
Cinco grande estelas foram erguidas em 741, embora o nome do rei responsável se encontre ilegível em todas elas, pelo que tem sido designado como Rei Y. A presença de Calakmul na área maia continuou a diminuir, com dois dos principais aliados da cidade a serem derrotados por Tikal. El Perú foi derrotada em 743 e El Naranjo um ano mais tarde e isto resultou no colapso final da outrora poderosa rede de alianças de Calakmul, ao passo que Tikal viu um ressurgimento do seu poder.
Em 751 o Rei Z levantou uma estela que nunca foi terminada, emparelhada com uma outra com o retrato de uma rainha. Uma escadaria hieroglífica refere alguém chamado B'olon K'awiil por volta desta mesma altura. B'olon K'awiil era rei já em 771 quando levantou duas estelas e é mencionado em Toniná em 789. Os sítios a norte de Calakmul mostram uma redução da sua influência nesta altura, com novos estilos arquitectónicos influenciados por sítios localizados mais a norte na península do Iucatã.
Foi erguido um monumento em 790 embora o nome do rei responsável não se tenha preservado. Outros dois foram levantados em 800 e três em 810. Nenhum monumento foi erguido para comemorar o importante final de baktun de 830 e é provável que a autoridade política estivesse já desintegrada por esta altura. Importantes cidades como Oxpemul, Nadzcaan e La Muñeca, antes vassalas de Calakmul, levantavam agora os seus próprios monumentos, quando antes haviam levantado muito poucos e algumas continuaram a produzir novos monumentos até pelo menos 889. Este processo tinha paralelismo com os acontecimentos em Tikal. Contudo, existem fortes evidências da presença de uma elite na cidade até 900, e possivelmente até mais tarde.
Em 849, Calakmul é mencionada em Seibal onde um governante de nome Chan Pet assistiu à cerimónia de fim de katun; o seu nome pode estar também inscrito num fragmento de cerâmica da própria Calakmul. Contudo, é pouco provável que Calakmul ainda existisse como estado nesta data tão tardia. Uma lufada final de actividade ocorreu no final do século IX ou princípio do século X. Foi levantada uma nova estela em 899 ou 909 sendo esta última data a mais provável. Alguns monumentos parecem ser ainda mais tardios embora o seu estilo seja tosco, representando os esforços da população remanescente em manter a tradição maia clássica. Até as inscrições nestes monumentos tardios são imitações de escrita sem significado.
Cerâmica datada do período Clássico Terminal é incomum fora do núcleo do sítio, sugerindo a possibilidade de que na fase final da ocupação de Calakmul a população da cidade estivesse concentrada no centro da cidade. A maioria da população sobrevivente era provavelmente constituída por plebeus que haviam ocupado as construções da elite no núcleo do sítio mas o levantamento continuado de estelas até ao início do século X e a presença de bens de luxo importados como metal, obsidiana, jade e conchas, indicam uma ocupação contínua pela realeza até ao abandono final da cidade.

### História moderna
A existência de Calakmul foi relatada pela primeira vez por Cyrus Lundell em 1931. Um ano mais tarde ele informou Sylvanus Morley da existência do sítio bem como da existência de mais de 60 estelas. Morley visitou as ruinas em nome da Carnegie Institution of Washington em 1932. Levantamentos efectuados na décadada de 1930 cartografaram o núcleo do sítio e registaram a ocorrência de 103 estelas. As investigações pararam em 1938 e os arqueólogos não regressaram ao sítio até 1982 quando William J. Folan dirigiu um projecto da Universidade Autónoma de Campeche, trabalhando até 1994. Calakmul é actualmente alvo de um projecto em grande escala do Instituto Nacional de Antropología e História (INAH) sob a direcção de Ramón Carrasco.

## Descrição do sítio

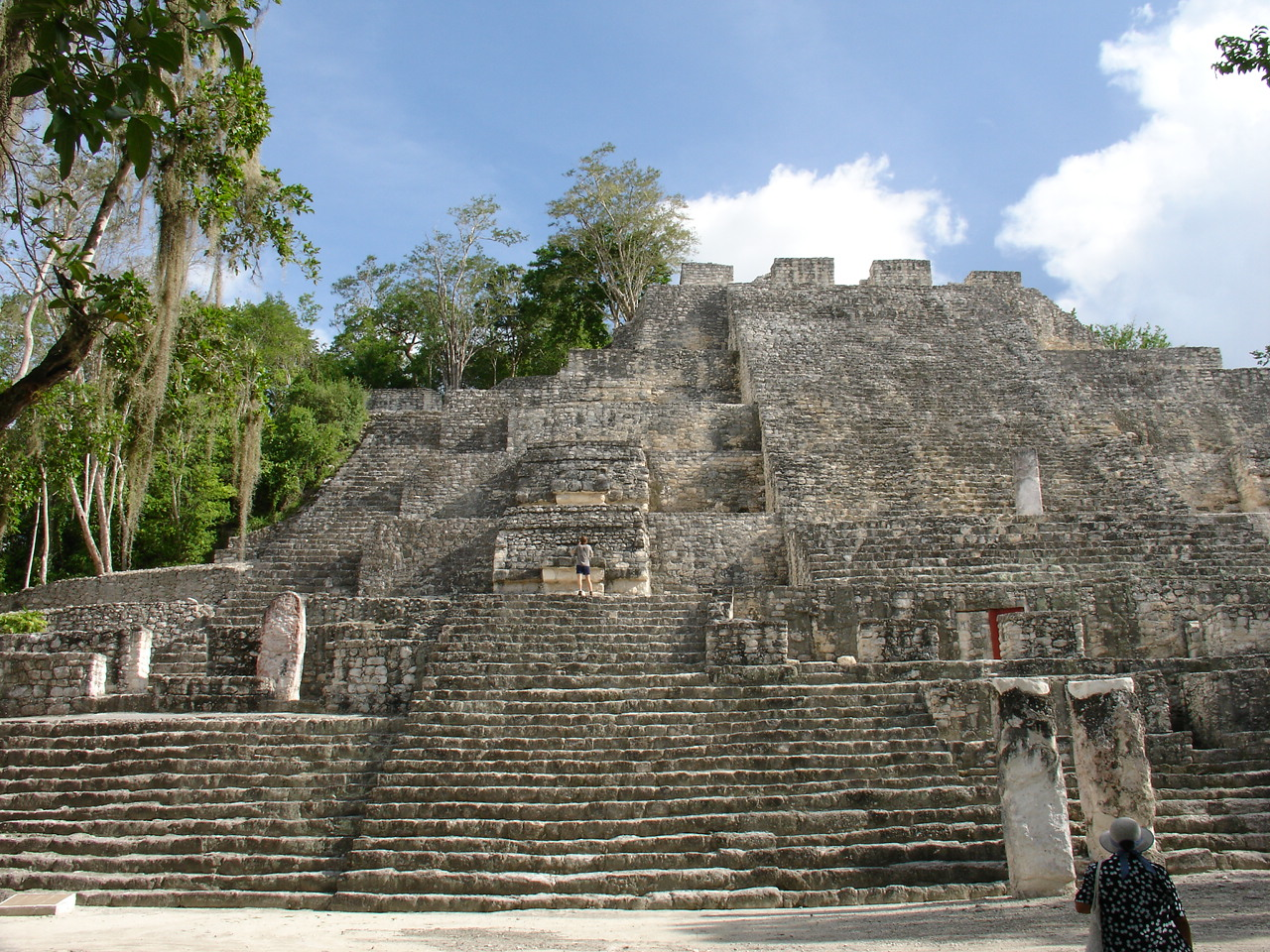
A Estrutura 2 de Calakmul, uma das maiores estruturas do mundo maia, foi originalmente construída durante o Pré-Clássico e continuou em uso até ao Clássico Tardio.

O núcleo do sítio de Calakmul cobre uma área de aproximadamente 2 km², e contém os restos de aproximadamente 1 000 estruturas. A periferia, ocupada por estruturas residenciais menores e situada para lá do núcleo do sítio, abrange uma área superior aos 20 km² no interior da qual os arqueólogos cartografaram cerca de 6 250 estruturas. Calakmul é equivalente a Tikal em tamanho e população estimada, embora a densidade daquela cidade aparente ter sido maior do que a desta.
A pedra usada para construção no sítio é um calcário mole. Tal resultou em erosão severa das esculturas do sítio. A cidade foi construída de forma bastante concêntrica e pode ser dividida em zonas à medida que nos deslocamos para fora a partir do centro do sítio. A zona mais interior cobre uma área de aproximadamente 1,75 km². Contém a maior parte da arquitectura monumental e tem 975 estruturas cartografadas, das quais cerca de 300 foram construídas recorrendo a arcos de alvenaria. Cerca de 92 estruturas foram construídas sobre grandes pirâmides dispostas em redor de praças e pátios. O núcleo da cidade era limitado no lado norte por um muro com 6 m de altura que controlava o acesso desde o norte e que pode ter tido também uma função defensiva.
Muitas residências comuns foram construídas ao longo da orla do pântano de El Laberinto a oeste do núcleo do sítio, embora algumas residências de alto estatuto e edifícios públicos se encontrem disseminados entre aquelas. A área entre as residências era usada para horticultura.

### Controlo da água
O sítio está rodeado por uma extensa rede de canais e reservatórios. Existem cinco reservatórios principais, incluindo o maior exemplar do mundo maia, medindo 242 por 212 metros. Este reservatório é enchido por um pequeno rio sazonal durante a estação das chuvas e continua a reter água suficiente para poder ser usado pelos arqueólogos na actualidade.
Foram identificados treze reservatórios em Calakmul. A capacidade combinada de todos estes reservatório está estimada em mais de 200 000 m³. Esta quantidade de água poderia abastecer entre 50 000 e 100 000 pessoas, não existindo evidências de que os reservatórios fossem usados para a irrigação de colheitas.
Aguada 1 é o maior dos reservatórios, cobrindo uma área de 5 ha.

### Acessos
Foram encontrados oito sacbeob (caminhos) em redor de Calakmul. Dois deles foram cartografados, três foram identificados visualmente no solo e três mais identificados por detecção remota. Foram designados como Sacbé 1 a 8. A rede de caminhos ligava Calakmul não só com sítios-satélite locais mas também com aliados e rivais mais distantes, como as grandes cidade de El Mirador, El Tintal e Nakbe. Os caminhos que atravessam terreno pantanoso são elevados acima dos terrenos húmidos circundantes e actualmente tendem a ter mais vegetação que a floresta em redor.
Sacbé 1 tem 450 m de comprimento e encontra-se revestido e preenchido com pedras. Situa-se no interior da área urbana cartografada no núcleo do sítio. O Sacbé 1 foi cartografado pela primeira vez na década de 1930 pela Carnegie Institution of Washington.
Sacbé 2 tem 70 m de comprimento. Foi cartografado no interior da área urbana do núcleo do sítio. O Sacbé 2 foi construído com terra compactada e foi descoberto durante a escavação arqueológica de uma pedreira próxima. Este caminho poderá ter sido construído para transportar a pedra da pedreira para a construção das estruturas 1 e 3.
Sacbé 3 estende-se por 8 km para nordeste desde o núcleo do sítio e é visível do cimo da Estrutura 1. Foi descoberto em 1982.
Sacbé 4 estende-se 24 km para sudeste desde o núcleo do sítio, e é também visível do cimo da Estrutura 1 e foi descoberto em 1982.
Sacbé 5 estende-se para oeste em direcção a Sasilhá por mais de 16 km desde o reservatório de água principal, atravessando o pântano sazonal de El Laberinto.
Sacbé 6 estende-se com direcção sudoeste pelo bajo de EL Laberinto e liga Calakmul a El Mirador (38,5 km para sudoeste) e, para lá desta, a El Tintal (mais 30 km).
Sacbé 7 situa-se a sul do Sacbé 6. Tem pelo menos 5,1 km de comprimento e atravessa o pântano de El Laberinto.
Sacbé 8 encontra-se no lado oeste do pântano e não parece atravessá-lo em direcção ao núcleo do sítio.

### Estruturas

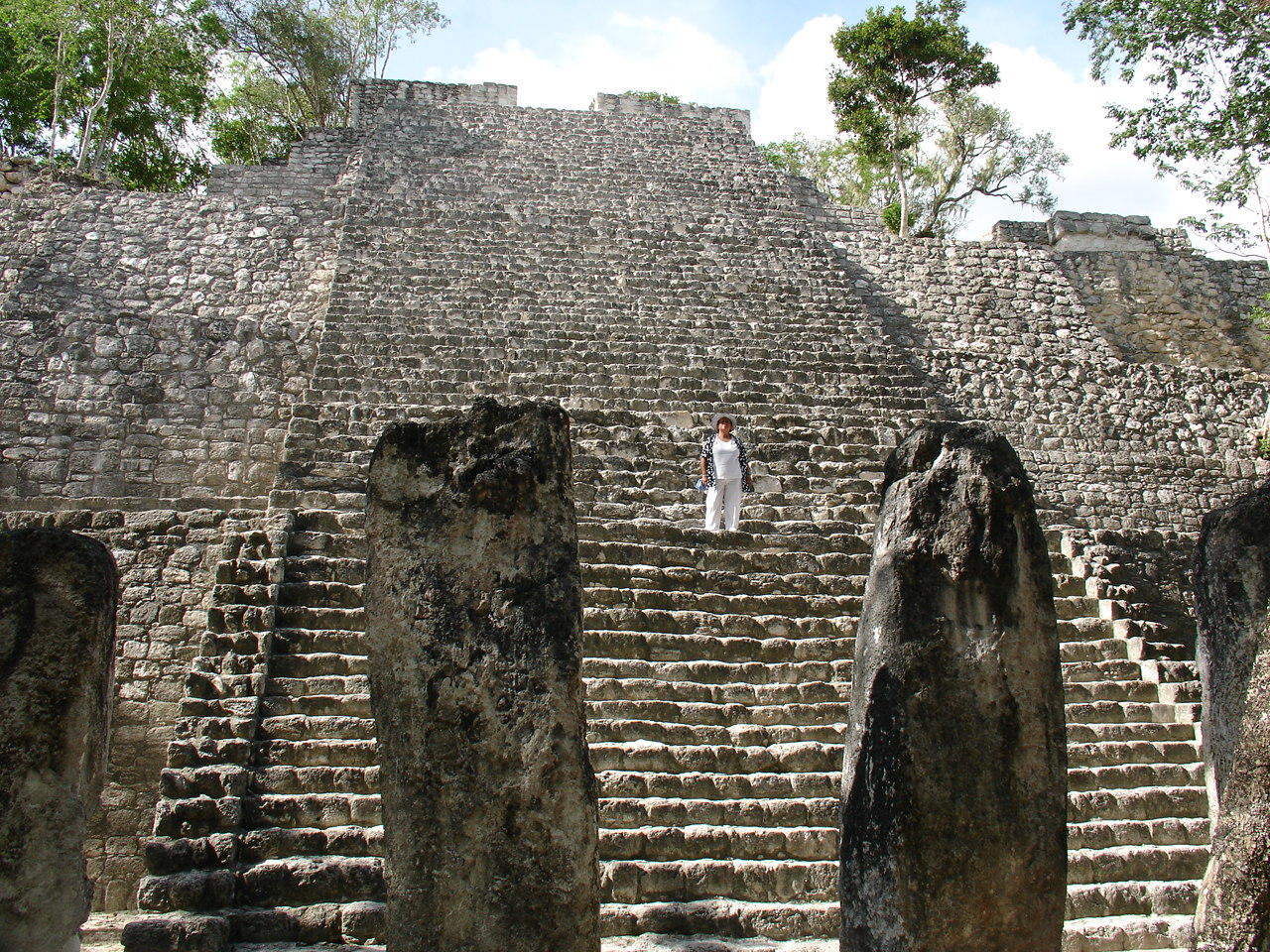
Estrutura 1

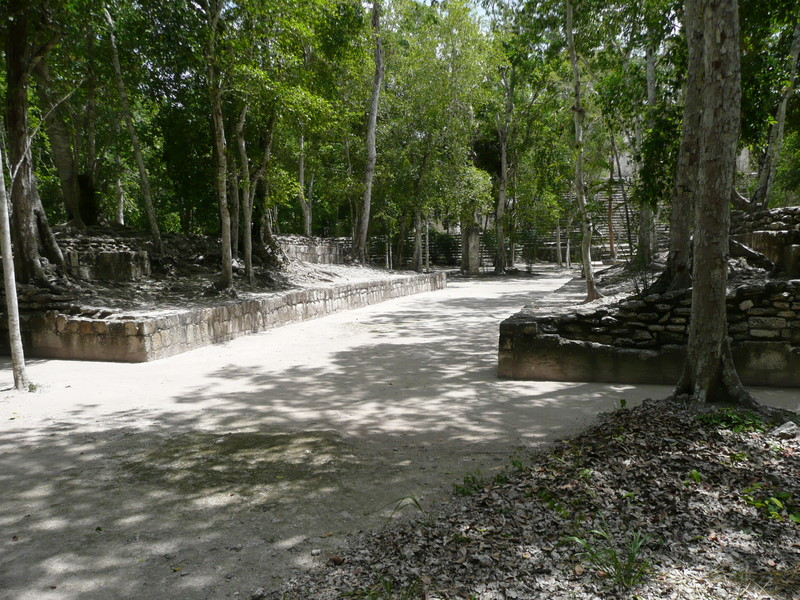
Campo de jogo de bola em Calakmul

A Estrutura 1 é uma pirâmide com 50 m de altura situada a leste do núcleo do sítio. Na sua base foram levantadas várias estelas por Yuknoom Took' K'awiil em 731. Construída sobre uma pequena colina, a Estrutura 1 parece ser mais alta que a Estrutura 2, embora não seja esse o caso.,
A Estrutura 2 é um grande templo-pirâmide voltado a norte, e um dos maiores do mundo maia. A sua base mede 120 m por 120 m e a sua altura ultrapassa os 45 m. Tal como muitas outras pirâmides-templo da zona cultural mesoamericana, a pirâmide de Calakmul foi aumentando progressivamente de volume por meio da sobreposição de várias fases construtivas. O núcleo do edifício (Estrutura 2A) é uma pirâmide triádica datada do período Pré-Clássico Tardio, sendo que esta construção antiga constitui hoje o ponto mais alto da estrutura. Durante o Clássico Inicial foi adicionada à frente da pirâmide uma grande ampliação, cobrindo um edifício mais antigo revestido de estuque no lado norte. Com esta ampliação foram construídos três novos santuários (Estruturas 2B, 2C e 2D), cada um deles com a sua própria escadaria de acesso. A Estrutura 2B era o santuário central, 2C estava do lado este e 2D do lado oeste. A fachada tinha seis grandes máscaras colocadas entre estas escadarias, três dispostas verticalmente de cada um dos lados da escadaria central. A Estrutura 2 é similar em idade, tamanho e desenho à pirâmide El Tigre de El Mirador, e a cerâmica associada é também semelhante. Posteriormente foram erguidas construções ao longo da base da fachada e cada uma delas continha estelas. No século VIII, a Estrutura 2B ficou enterrada debaixo de uma grande pirâmide e uma fachada escalonada coberta por máscaras gigantes. Mais tarde, outra fachada foi construída sobre esta fachada escalonada do século VIII mas pode nunca ter sido terminada. No Clássico Tardio foi construído no topo da pirâmide um palácio com nove salas  o qual era decorado por baixos-relevos de estuque pintados. As salas encontravam-se dispostas em três grupos de três, cada sala situada atrás da seguinte. Tal como era no Clássico Tardio, o palácio media 19,4 m por 12 m. As duas filas de salas dianteiras (Salas 1 a 6) eram usadas para a preparação de alimentos, tendo sido encontrados metates e lareiras em cada uma delas. A Sala 7, a sala sudoeste, era um banho de vapor.
Estrutura 3 (também conhecida como Palácio Lundell) situa-se a sudeste da Estrutura 4, no lado este da Praça Central. É um edifício com múltiplas divisões.
Estrutura 4 é um grupo de três templos no lado este da Praça Central. Encontra-se dividida em três secções, designadas Estruturas 4a, 4b e 4c. A estrutura central (4b) está construída sobre uma subestrutura datada do período Pré-Clássico. Juntamente com a Estrutura 6 no lado oposto da praça, estas construções formam um Grupo E que pode ter sido utilizado para determinar os solstícios e equinócios.
Estrutura 5 é um edifício grande situado na praça a norte da Estrutura 2. Encontrava-se rodeada por 10 estelas, muitas datadas do século VII embora o edifício propriamente dito tenha sido inicialmente construído no período Pré-Clássico.
Estrutura 6 situa-se no lado ocidental da Praça Central e, juntamente com as Estruturas 4a, 4b e 4c, forma um conjunto astronómico tipo Grupo E. Observações efectuadas em 1989 verificaram que em 21 de março, equinócio da primavera, o sol nasceu por detrás da Estrutura 4b quando vista da Estrutura 6.
Estrutura 7 é uma pirâmide-templo no lado norte da Praça Central. Está voltada para sul e tem 24 m de altura. Quatro estelas simples foram erguidas no lado sul da pirâmide. Sofreu várias fases de construção durante o período Clássico Tardio a Terminal. A pirâmide era encimada por um templo com três salas que possuía um tecto elevado revestido de estuque. Um tabuleiro de patolli foi gravado no chão da sala mais exterior do templo.
Estrutura 8 é um pequeno edifício situado no lado norte da Praça Central, a leste da Estrutura 7. Está associado à Estela 1 e seu altar.

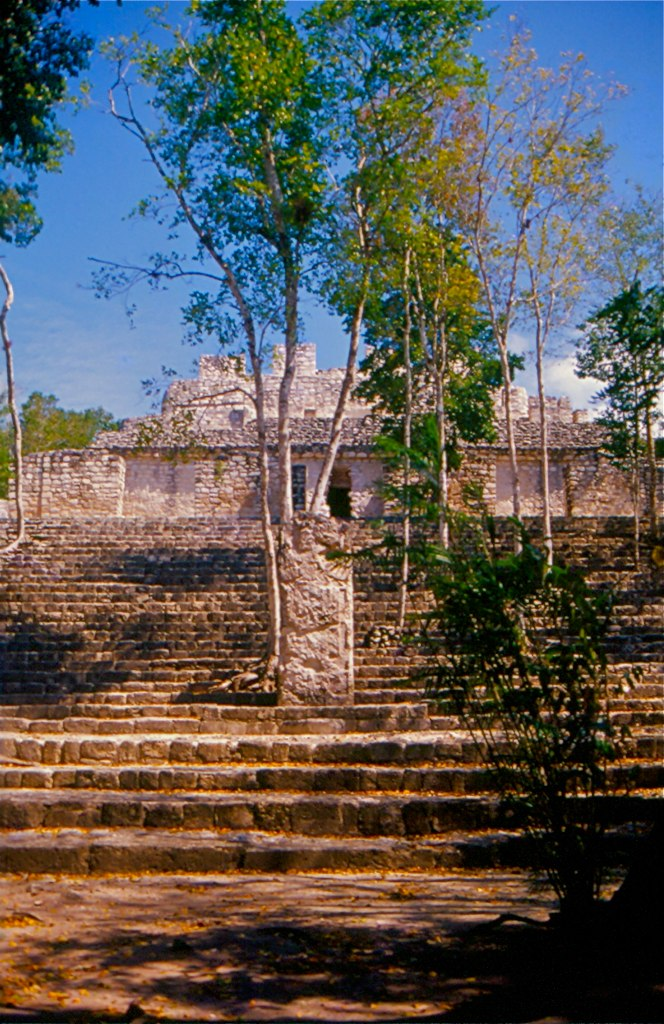
A Estela 88 situa-se sobre a escadaria da Estrutura 13

### Estelas, murais e cerâmica

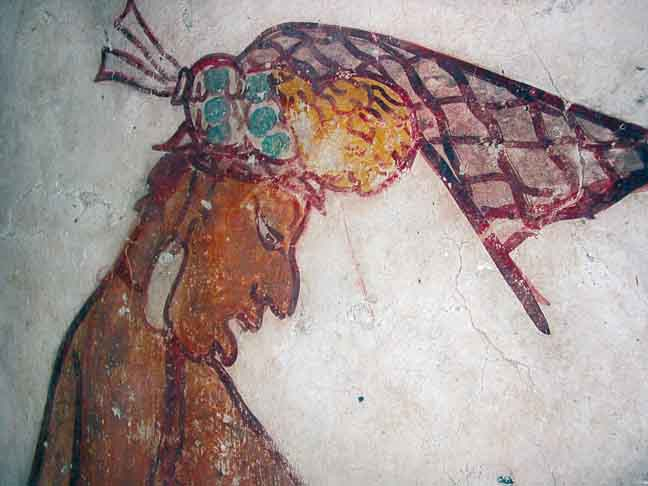
Calakmul, edifício na praça central, detalhe de pintura mural

Calakmul é um dos sítios da região maia mais ricos em estruturas. Aqui se encontraram 117 estelas, o maior número na região. A maioria encontra-se agrupada em pares representando reis e suas esposas. Porém, uma vez que estas estelas esculpidas foram produzidas usando calcário mole, a maioria delas encontra-se tão erodida que a sua interpretação não é possível. Muito murais elaborados foram também encontrados em Calakmul. Estes murais não representam actividades da elite. Pelo contrário, são representações de cenas de mercado elaboradas de gente preparando ou consumindo produtos tais como atole, tamales, ou tabaco como unguento. Também produtos sendo vendidos como têxteis e agulhas. Estes murais têm também glifos descrevendo as acções em curso. A figura mais proeminente nestes murais é identificada como sendo a Senhora Nove Pedra a qual aparece em muitas cenas. Estas cenas como que dão vida ao mundo dos mercados maias, o que confere a estes murais um grande interesse da parte dos arqueólogos. Outro recurso muito benéfico para a compreensão arqueológica de Calakmul são os restos de cerâmica. A composição dos materiais cerâmicos identifica a região ou mais especificamente a entidade que os produziu. Cerâmica com o glifo-emblema da serpente encontrada em vários locais fornece mais evidências que permitem identificar ligações ou controlo desses locais com ou por Calakmul.
Estela 1 está associada a um altar e situada cerca da Estrutura 8.
Estela 8 regista a celebração de um acontecimento em 593 por Uneh Chan e foi levantada depois da sua morte.
Estela 9 é um monumento delgado de ardósia datado de 662. O seu texto descreve o nascimento do rei Yuknoom Yich'aak K'ak' e atribui-lhe o seu título real completo.
Estela 28 e Estela 29 foram levantadas em 623 e são os monumentos mais antigos que sobreviveram do Clássico Tardio de Calakmul. Representam um casal real mas os textos estão demasiado mal preservados e os seus nomes não são legíveis.
Estela 33 foi erguida por Yuknoom Che'en II em 657 e regista um acontecimento no reinado de Uneh Chan, o qual poderá ter sido seu pai. O acontecimento celebrou-se em 593.
Estela 38 encontra-se na base da Estrutura 2.
Estela 42 encontra-se igualmente na base da Estrutura 2.
Estela 43 data de 514. Foi colocada numa câmara próxima da base da Estrutura 2. O texto encontra-se danificado mas contém uma grafia antiga do título não-real e nobre k'uhul chatan winik usado em Calakmul e na bacia de Mirador.
Estela 50 é um dos últimos monumentos erguidos durante o declínio final da cidade. Contém um retrato tosco e mal executado.
Estela 51 é o monumento mais bem preservado de Calakmul. Mostra Yuknoom Took' K'awiil e data de 731.
Estela 54 data de 731 e representa uma esposa de Yuknoom Took' K'awiil.
Estela 57 é uma estela alta levantada em 711 por B'olon K'awiil. Faz par com a Estela 58 e encontra-se a leste da Estrutura 13.
Estela 58 é a segunda de um par levantado por B'olon K'awiil em 771, sendo a outra a Estela 57. Foi levantada a leste das Estrutura 13.
Estela 61 é um monumento tardio que tem inscrito o nome Aj Took'. É uma estela mais curta, com um retrato fortemente erodido e um formato de data abreviado equivalente a uma data em 899 ou 909, mais provavelmente esta última.
Estela 62 não foi terminada. Foi esculpida para comemorar a cerimónia de final de katun de 751 e contém o nome danificado do Rei Z.
Estela 76 e Estela 78 constituem um par de monumentos datados de 633. Encontram-se muito erodidas mas devem datar do reinado do rei Yuknoom Head.
Estela 84 é um dos últimos monumentos erguidos em Calakmul e contém uma inscrição que é uma imitação iletrada de escrita. Provavelmente data do século X.
Estela 88 pode ter constituído um par junto com a Estela 62. Este monumento tem a imagem de uma rainha mas o seu nome é desconhecido. B'olon K'awiil parecer ser também mencionado nesta estela. Data de cerca 751 e encontra-se na escadaria da Estrutura 13.
Estela 91 é outro monumento muito tardio datando provavelmente do início do século X. Tal como a Estela 84, contém uma inscrição que é uma imitação de escrita hieroglífica sem significado.
Estela 114 data de 435, no Clássico Inicial. Foi movida em tempos antigos e recolocada na base da Estrutura 2. Contém um longo texto hieroglífico que tem resistido às tentativas de tradução mas que provavelmente comemora uma entronização real em 411.
Estela 115 e Estela 116 data do reinado de Yuknoom Yich'aak K'ak'. Foram quebradas e enterradas na Estrutura 2 e podem estar relacionadas com o enterramento real do Túmulo 4.

### Túmulo real
O Túmulo 4 situa-se no piso da Estrutura 2B e data do século VIII. É o túmulo mais rico encontrado em Calakmul. Continha um esqueleto masculino envolto em tecidos e peles de jaguar que foram parcialmente preservados com resina. Continha também valiosas oferendas incluindo ornamentos de orelha em jade herdados do Clássico Inicial, uma máscara de mosaico de jade, contas de concha e osso, conchas de ostra, lâminas de obsidiana excêntricas, cerâmica fina e restos de objectos de madeira. Uma das peças de cerâmica é um prato com um texto hieroglífico que nomeava especificamente o rei Yuknoom Yich'aak K'ak' como seu proprietário. Os restos humanos e a oferenda foram colocados num caixão de madeira arqueado com decoração e hieróglifos entalhados e pintado com uma variedade de cores. O caixão encontrava-se quase completamente decomposto mas deixou uma impressão na lama compactada em seu redor. Devido ao prato e à possível associação das estelas 115 e 116 com a sepultura, crê-se que o túmulo seja o do rei Yuknoom Yich'aak K'ak', datando do final do século VII. →
- Este artigo foi inicialmente traduzido, total ou parcialmente, do artigo da Wikipédia em inglês cujo título é «Calakmul», especificamente desta versão.